# Stromberg (Hunsrück)
Stromberg is een kleine stad in de Duitse deelstaat Rijnland-Palts, en maakt deel uit van de Landkreis Bad Kreuznach.
Stromberg telt 3.381 inwoners.

## Bestuur
De stad is een Ortsgemeinde en maakt deel uit van de Verbandsgemeinde Stromberg.